# Петрова (Вікуловський район)
Петро́ва (рос. Петрова) — присілок у складі Вікуловського району Тюменської області, Росія.
Населення — 123 особи (2010, 112 у 2002).
Національний склад станом на 2002 рік:
- росіяни — 97 %